# 1 ブロードウェイ

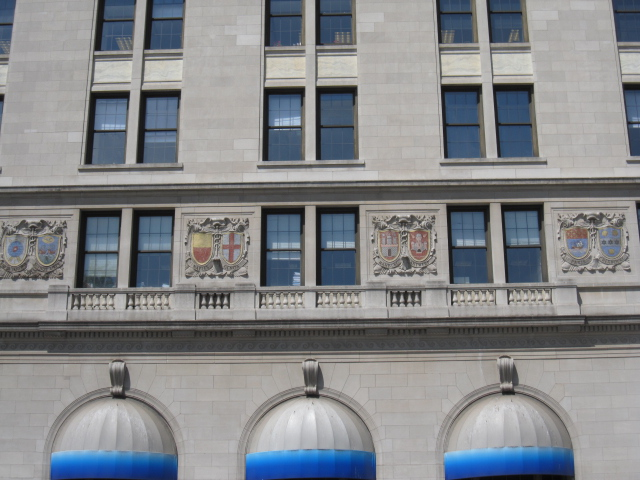
著名な港町のモザイク・シールドで飾られたファサード

1 ブロードウェイ (1 Broadway) はニューヨーク市マンハッタンのブロードウェイ南端に位置する高層ビルである。かつては"ユナイテッド・ステイツ・ライン－パナマ・パシフィック・ライン ビル (United States Lines-Panama Pacific Lines Building)" と呼ばれていた。

## 歴史
このビルの建つ場所に以前建っていたケネディ・ハウス (Kennedy House) は現在のビルよりも有名であった。その建物は18世紀後半にアーチボルド・ケネディのために建てられ、彼がカセルス伯爵位を継承するまでそこに住んでいた。アメリカ独立戦争中、その建物はジョージ・ワシントンおよびヘンリー・"ライトホース・ハリー"・リー将軍の本営として一時的に使用されていた。後にその建物はワシントン・ホテル (Washington Hotel) として使われていた。

1884年、en:Edward H. Kendallは華美な商業ビルである"ワシントン・ビル (Washington Building)" を設計した。そのビルはInternational Mercantile Marine Company（後のen:United States Lines）によって1920または1921年に買収され、1921年にen:Walter B. Chambersの海運をテーマにした計画に沿って大々的に外装の張り替えと改築が施された
。現在のテナントは一階のシティバンクの支店と上階の知的財産法律事務所のKenyon & Kenyonのみである。

## 建築
このビルの正面入り口はバッテリーパークに面している。この入り口は"ファーストクラス"と"キャビンクラス"をモデルにしており、貝殻や海のイコンが施されている。二階の窓には著名な港町のモザイク・シールドが交互に設置されている。内部は大理石の床に羅針図が目を引くように描かれており、海路を描いた二つの巨大な壁画がある。以前の記帳室は18世紀の舞踏場をモデルにしており、円柱と精巧な手すりが両側に備わっており、並行して四つの豪華なシャンデリアがある。現在は、その部屋はシティバンクの支店が取引部屋として使用している。IMMはCunard Lineと張り合って、自社のビルを同じようなモデルに作り直した。